# کوستولاتس (روستا)
کوستولاتس (به صربی: Selo Kostolac) یک منطقهٔ مسکونی در صربستان است که در ناحیه برانیچوو واقع شده‌است. کوستولاتس ۱٬۳۱۳ نفر جمعیت دارد.